# Alberto Bucci
Alberto Bucci (Bolonia, 25 de mayo de 1948 - Rímini, 9 de marzo de 2019) fue un entrenador de baloncesto profesional italiano que se desempeñó como presidente de Virtus Bologna desde 2016 hasta 2019. Habiendo ganado tres campeonatos italianos y cuatro Copas italianas, Bucci fue ampliamente considerado como uno de los mejores entrenadores italianos de todo el tiempo.

## Trayectoria
Alberto Bucci comenzó su carrera de entrenador con tan solo 25 años (1974) como entrenador en jefe de Alco Bologna en el lugar del saliente Giuseppe Guerrieri.
La siguiente temporada lo encontró en Rimini, donde estuvo cinco temporadas (1974–79) y dirigió al equipo de la división D a la Serie A2. Después de salvar al club de la caída, se unió a Fabriano.
En la temporada 1981-82, ayudó al equipo a alcanzar la primera división (Serie A), mientras que el año siguiente los salvó del descenso. Su exitoso trabajo en Fabriano fue reconocido por Virtus Bologna, quien le dio el cargo del club durante los próximos dos años (1983–85). En Bolonia, de inmediato llevó al Granarolo a su primera estrella dorada con la victoria del doble (Liga italiana y Copa de Italia) contra el equipo super competitivo de Simac Milano.
Su segundo año en Virtus fue mediocre, alcanzando el séptimo lugar en el campeonato, mientras que en la Copa de Campeones de Europa FIBA 1984–85 llegaron a los seis primeros lugares donde llegaron por última vez en el grupo. Dejando la ciudad de Bolonia, pasó seis años como entrenador en la Serie A2, primero en Enichem Livorno y luego en Glaxo Verona obteniendo el logro único, la conquista de la Copa de Italia (contra Philips Milano) por primera y única vez en la historia por club. de A2 (1990-91). Tras estos éxitos se unió a Scavolini Pesaro. La participación del equipo en la final de los play-offs [8] y la victoria de la Copa de Italia hicieron que su año fuera exitoso a pesar de la derrota del club en la doble final de la Copa Korać de 1991–92 FIBA Korać por il Messaggero Roma de la superestrella croata Dino Rađa.
En la temporada 1992-93, Alberto Bucci llevó a Scavolini a la semifinal de play-off a pesar del séptimo lugar de la temporada regular, mientras que en la Liga Europea FIBA 1992-93 llegaron a los cuartos de final donde fueron eliminados por Benetton Treviso, entrenado otra superestrella croata, Toni Kukoč.
En el verano de 1993, Ettore Messina se retiró de Virtus Bologna para hacerse cargo del equipo nacional, lo que llevó a Alberto Bucci a regresar al Bianconero de Bolonia después de ocho años. Permaneció allí durante cuatro años y gracias a una lista bien formada que tenía suficientes jugadores internacionales y extranjeros italianos en la clase de "Saša" Danilović y Arijan Komazec, ganó dos ligas nacionales (1993-94, 1994-95), un italiano Copa (1996–97) y una Supercopa (1995). A pesar de los títulos nacionales, Alberto Bucci no pudo llevar a Virtus a hacer el rebasamiento en Europa y llegar a la Final Four después de ser eliminado dos veces en los cuartos de final por Olympiacos (1993-94) y Panathinaikos (1994-95), mientras que dos veces alcanzando solo los últimos 16 (1995-96, 1996-97).
En el verano de 1997 renunció a Virtus y casi abruptamente a la escena. Su contratación por Fabriano en la temporada 1999-2000 y Progresso Castelmaggiore la temporada 2003-04 fueron sus últimos trabajos en clubes profesionales.
En 2016, Bucci fue nombrado presidente de Virtus Bologna. Bucci murió el 9 de marzo de 2019, debido a complicaciones de un cáncer; los tributos fueron pagados por todo el movimiento deportivo italiano, en particular entre ellos su amigo cercano y compañero de deportes Carlo Ancelotti.